# 7 Walkers
7 Walkers era uma banda de rock americana com o ex-baterista da Grateful Dead, Bill Kreutzmann, o guitarrista Papa Mali, o multi-instrumentista Matt Hubbard e o baixista George Porter Jr.

## História
A banda formou-se em 2009 a partir de colaborações informais entre Bill Kreutzmann e Papa Mali. Kreutzmann foi apresentado como convidado especial em vários shows de Mali desde 2008 (incluindo um show de Réveillon de 2008/2009 em Maui como Bill Kreutzmann & Friends com o multi-instrumentista Matt Hubbard e o baixista James "Hutch" Hutchinson) e os dois decidiram formar uma banda oficial juntamente com o multi-instrumentista Matt Hubbard, mais conhecido por seu trabalho com Willie Nelson, e Reed Mathis, do Tea Leaf Green.
O nome da banda pode ser uma adaptação de um verso da música "The Eleven", da Grateful Dead:
"Seis caminhantes orgulhosos no arco-íris do jingle bell".
Eles também escreveram e tocaram uma música chamada "7 Walkers".
A banda iniciou uma turnê no final de 2009 e outra na primavera de 2010. Devido a compromissos de turnê com o Tea Leaf Green, Reed Mathis foi substituído por George Porter Jr., do The Meters, na primavera de 2010. Eles lançaram seu álbum de estréia, 7 Walkers, em 2 de novembro de 2010. Possui novas músicas escritas por Robert Hunter. Reed Mathis e George Porter Jr. tocaram baixo no álbum. Willie Nelson também se apresenta na música "King Cotton Blues".
Em algumas ocasiões em 2010 e 2011, o baixista do New Bohemians, Brad Houser, substituiu George Porter Jr. O sousafonista Kirk Joseph, da Dirty Dozen Brass Band, também substituiu George nas datas de 2011 e 2012.
Embora os 7 Walkers não tenham se separado oficialmente, eles não se apresentam juntos desde 2012.

## Discografia
- 7 Walkers (2010).